# Bergère (Sessel)

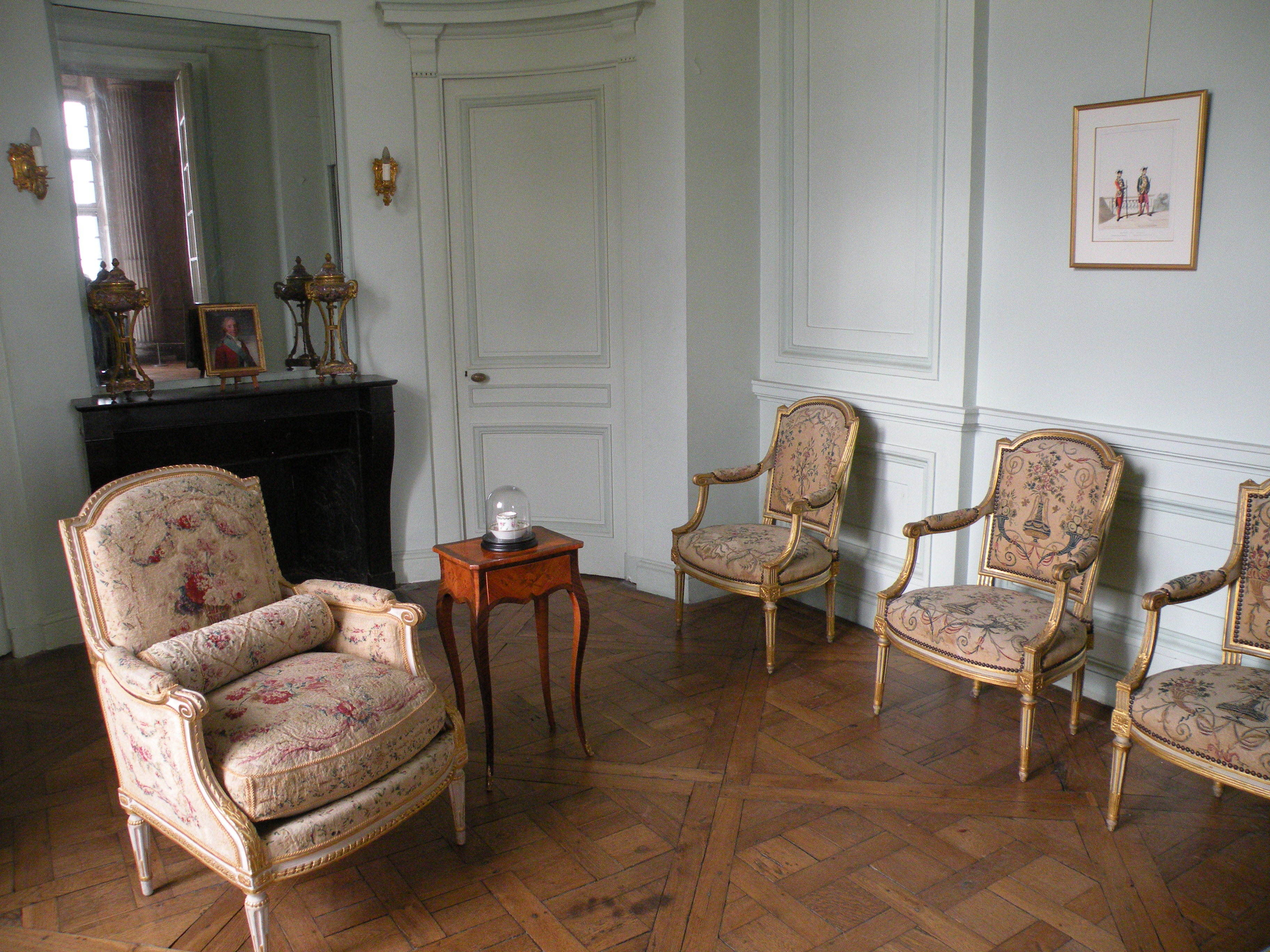
Louis-seize-Bergère (links) im Boudoir des Comte d’Artois in Maisons-Laffitte (rechts: Fauteuils)

Eine Bergère (frz., wörtlich „Schäferin“) ist ein französischer Sessel. Sitz, Rücklehne und die Armlehnen sind gepolstert, der Holzrahmen bleibt jedoch sichtbar und ist oftmals aufwändig verziert. Die Sitzfläche ist mit einem passigen, lediglich eingelegten Sitzkissen versehen. Eine Bergère dient als bequemer, beweglicher und repräsentativer Sessel, in dem man aufrecht sitzt.
Der Name wurde im Paris des 18. Jahrhunderts geprägt, als sich die Bergère aus der chaise de commodité des späten 17. Jahrhunderts entwickelte.

## Galerie

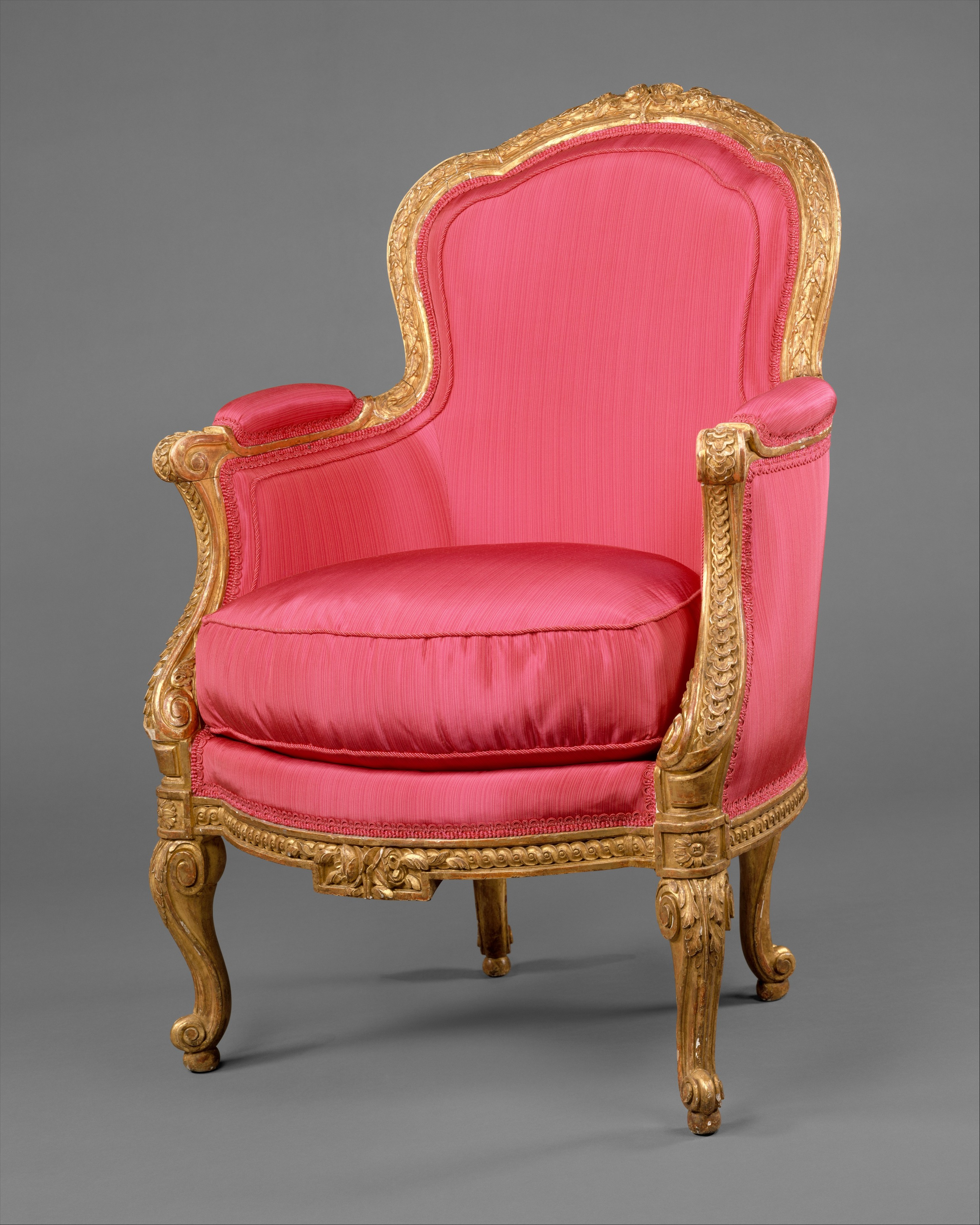
Claude-Louis Burgat: Bergère en cabriolet, c. 1760–1770, Frankreich, im Metropolitan Museum of Art, New York.
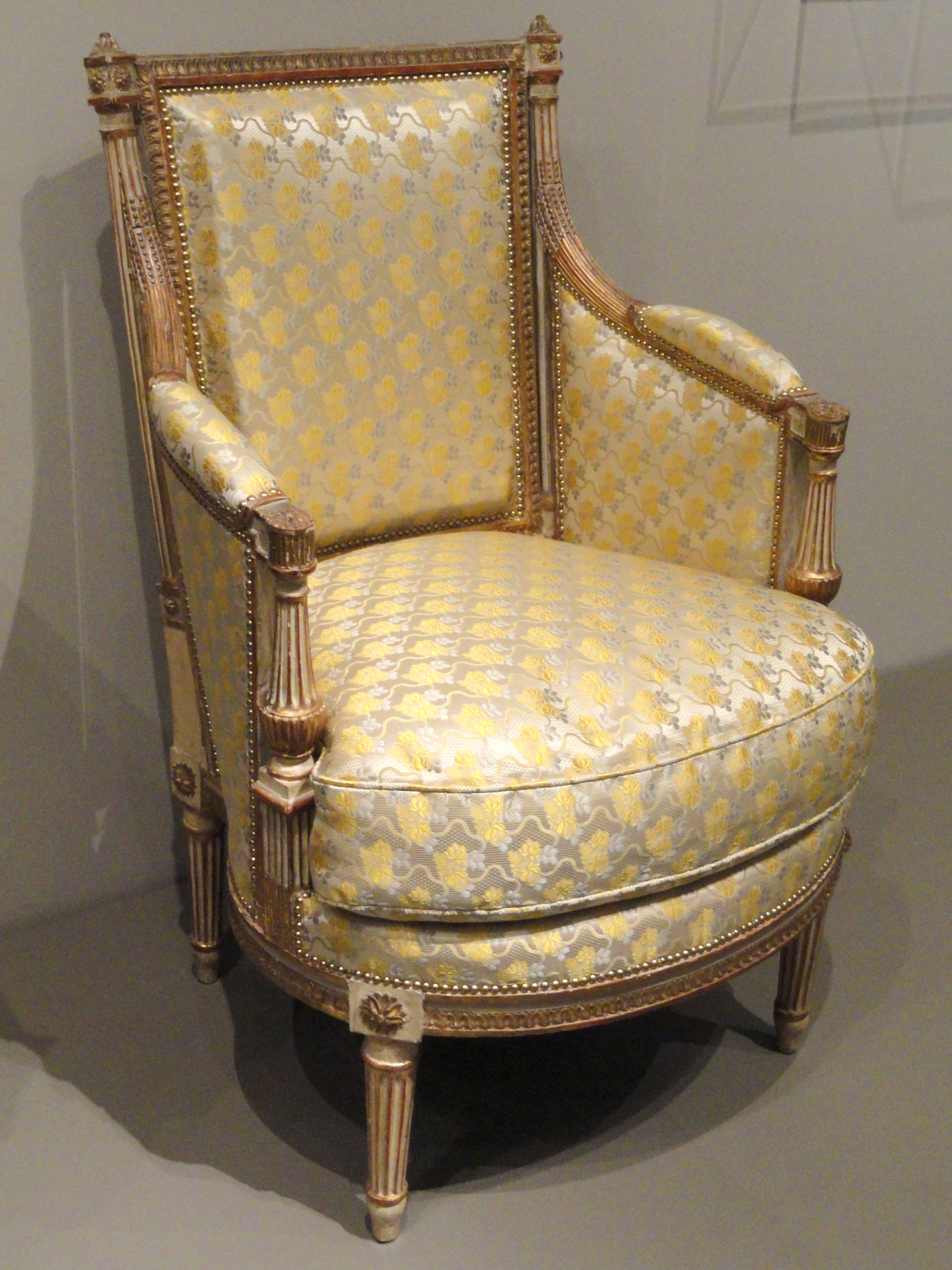
Jean Avisse: Bergère à la reine, 1780–1785, Frankreich, im Art Institute of Chicago, Chicago.
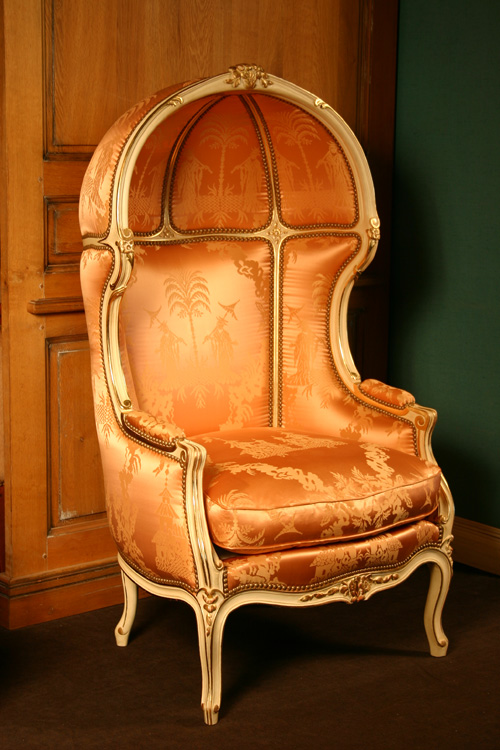
Bergère à dôme (Stil Louis-quinze; Replik eines Originals)
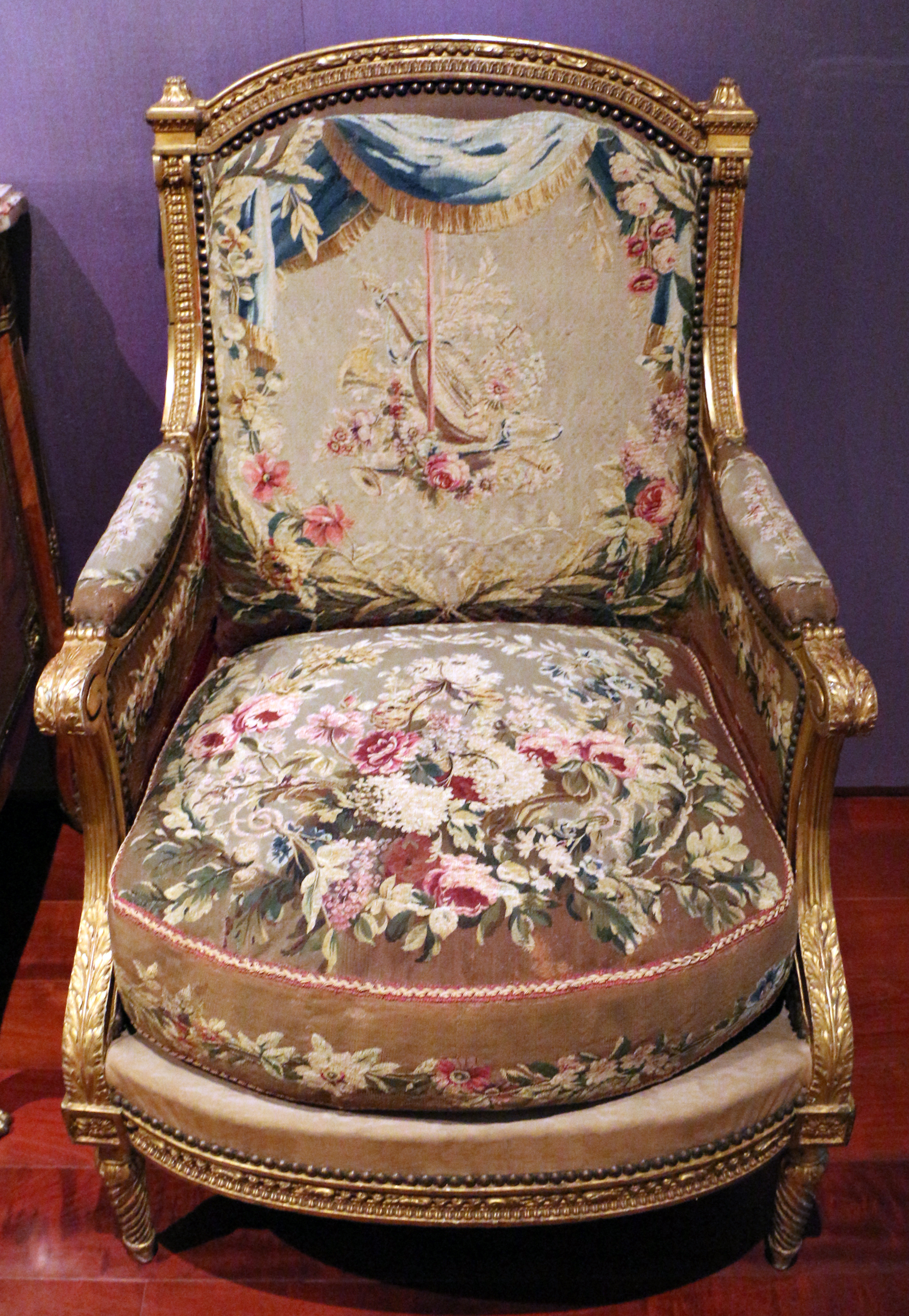
Bergère mit Tapisserie aus Beauvais, Georges Jacob, ca. 1780–89 (Stil Louis-seize), Museu Calouste Gulbenkian, Lissabon
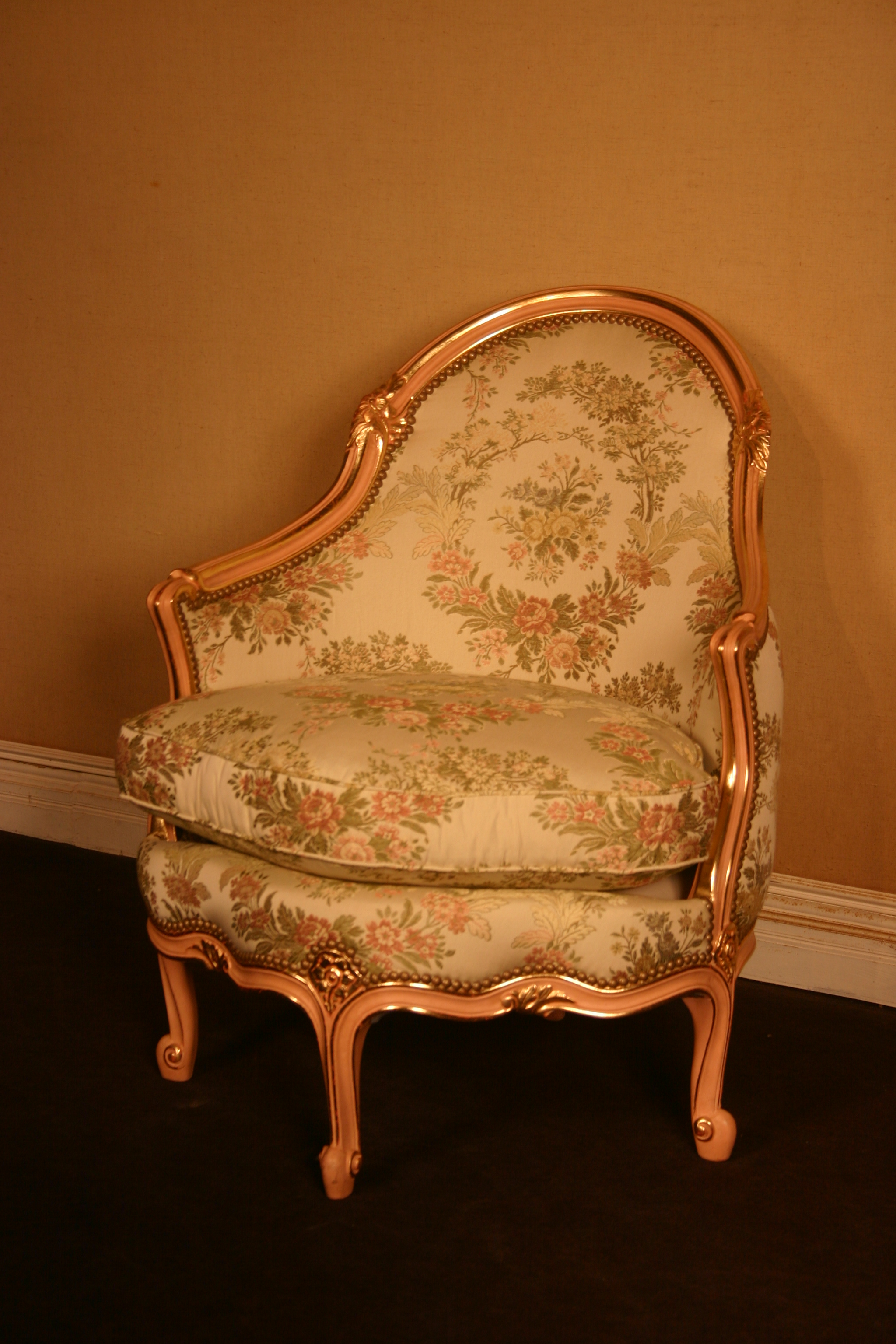
Bergère im Stil Louis-quinze (Replik eines Originals)
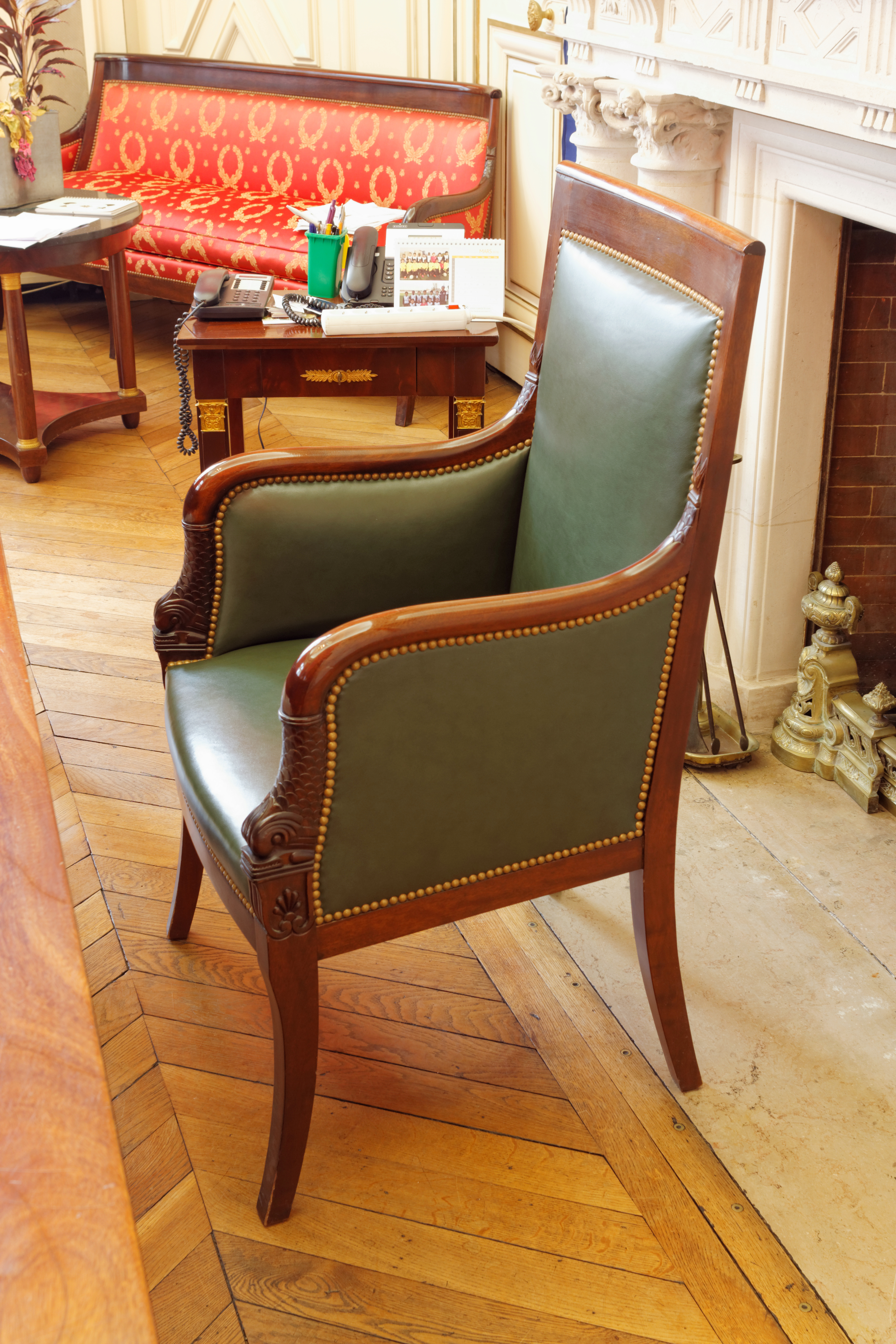
Bergère, Empire-Stil, Bürgermeisteramt 10. Arrondissement, Paris.